# Aylin Ravanyar
Aylin Ravanyar (* 16. Mai 1997 in Aachen) ist eine deutsche Schauspielerin iranischer Herkunft.

## Leben
Aylin Ravanyar absolvierte ihre Schauspielausbildung an der Schauspielschule der Keller in Köln. Seit 2020 wirkte sie in mehreren Filmen, Serien und TV-Werbespots mit. Zudem ist sie auch am Theater tätig.
In der ARD-Telenovela Sturm der Liebe spielte sie von Oktober 2022 (Folge 3917) bis September 2023 (Folge 4107) die Rolle der Valentina Saalfeld, die zuvor von Paulina Hobratschk gespielt wurde. Im Frühling 2024 kehrte sie für einen Gastauftritt in die Serie zurück.
Seit Januar 2024 spielt Ravanyar in der Serie SOKO Köln (Folge 428) die Rolle der Kriminalkommissarin Amira Mahdi.

## Filmografie
- 2021: Noxa (Kurzfilm)
- 2021: Tilo Neumann und das Universum (Miniserie)
- 2021: Vom Wohnen (Kurzfilm)
- 2022: Unlock (Miniserie)
- 2022–2023, 2024: Sturm der Liebe (Fernsehserie, 201 Folgen)
- seit 2024: SOKO Köln (Fernsehserie)